# 家路〜ママ・ドント・クライ
『家路〜ママ・ドント・クライ』（いえじ ママ・ドント・クライ）は、TBS系列で1979年8月15日から1979年11月7日まで放送されていたテレビドラマ。毎週水曜日21:00 - 21:55放送。

## 内容
- 東京湯島にある傾きかけた中華料理店「味楽苑」が舞台のホームドラマ。

## キャスト
- 唐沢雪子：京マチ子
- 唐沢鶴吉：佐野浅夫
- 唐沢薫（長女）：梶芽衣子
- 唐沢晴之介（長男）：郷ひろみ
- 唐沢渚（次女）：浅野温子
※晴之介と渚は二卵性双生児という設定。
- 唐沢ヒカル（三女）：安孫子里香
- 柳瀬美佐子：紺野美紗子
- 鈴木大作：伴淳三郎
- 鈴木美代子：李礼仙 - 大作の娘
- 鮫島リラ：李礼仙 - キャバレーの踊り子
※李礼仙は美代子とリラの一人二役での出演。
- 立花宗一：池部良
- 庚朱慶：タモリ
- 李斉足：近田春夫
- 李梅子：高見知佳 - 李斉足の妹
- 大松カネ子：江口明子
- 生井米子：白石まるみ
- 王郭幕：久保田二郎
- 唐両世：小林亜星
- 増沢：岡田英次

## スタッフ
- 脚本･･･石堂淑朗、森薫、松原敏春、市川森一
- 演出･･･服部晴治、近藤邦勝、峰岸進、宮田吉雄、遠藤環
- 制作･･･TBS

## 主題歌・挿入歌

### 主題歌
- 「ママ・ユードン・クライ」唄･･･クリエイション

### 挿入歌
- 「ささやく夜」、他　唄･･･カーラ・ボノフ（Karla Bonoff）
- 「マイ レディー」唄･･･郷ひろみ
- 「セザンヌの絵」唄･･･高見知佳

## サブタイトル
| 話数 | 放送日        | サブタイトル         | 脚本     | 演出     | ゲスト                   | 視聴率 |
| ---- | ------------- | -------------------- | -------- | -------- | ------------------------ | ------ |
| 1    | 1979年8月15日 | （サブタイトル無し） | 石堂淑朗 | 服部晴治 |                          | 11.7%  |
| 2    | 8月22日       | （〃）               | 石堂淑朗 | 服部晴治 | 林：林道紀               | 10.7%  |
| 3    | 8月29日       | （〃）               | 森薫     | 近藤邦勝 |                          | 9.3%   |
| 4    | 9月5日        | （〃）               | 松原敏春 | 近藤邦勝 |                          | 8.7%   |
| 5    | 9月12日       | （〃）               | 森薫     | 近藤邦勝 | 横田：松尾文人           | 7.2%   |
| 6    | 9月19日       | 久米宏の満漢全席     | 石堂淑朗 | 近藤邦勝 | 久米宏                   | 9.8%   |
| 7    | 9月26日       | UFO VS 教育パパ      | 松原敏春 | 峰岸進   |                          | 7.9%   |
| 8    | 10月3日       | 母さんの大ヘンシン   | 市川森一 | 宮田吉雄 | 吸血鬼：岡田眞澄         | 7.4%   |
| 9    | 10月10日      | 家族は休日コック満腹 | 森薫     | 服部晴治 |                          | 6.7%   |
| 10   | 10月17日      | ラクダとフンドシ     | 市川森一 | 遠藤環   | 梅子（李の妹）：高見知佳 | 8.1%   |
| 11   | 10月24日      | そういう青春かナ     | 松原敏春 | 近藤邦勝 | 松子：横山道代           | 6.9%   |
| 12   | 10月31日      | 学習院OG奮闘す       | 森薫     | 遠藤環   |                          | 3.8%   |
| 13   | 11月7日       | 誘拐ふっとぶボヤ騒動 | 森薫     | 服部晴治 |                          | 8.6%   |

## 関連作品
- 家路PART2 - 当作品の続編。

| TBS系 水曜劇場 | TBS系 水曜劇場             | TBS系 水曜劇場 |
| 前番組         | 番組名                     | 次番組         |
| -------------- | -------------------------- | -------------- |
| 熱愛一家・LOVE | 家路〜ママ・ドント・クライ | 家路PART2      |